# Sarıcaova, Kuyucak
Sarıcaova là một xã thuộc huyện Kuyucak, tỉnh Aydın, Thổ Nhĩ Kỳ. Dân số thời điểm năm 2010 là 330 người.